# 山本実 (教育学者)
山本 実(やまもと みのる、1933年 - 2003年)は、日本の教育学者。岩手大学教授。

## 主な著書
- 中山文雄共著『緘黙症・いじめ－正子の場合』岩手大学「障害」児研究室、1986年3月
- 『「緘黙」への挑戦』岩手大学教育学部山本実研究室、1988年
- 『「学校かん黙」事典: その実像と脱出への相剋』岩手大学教育学部山本実研究室、1989年

## 論文
- CiNii